# ماهوپاک (نیویورک)
ماهوپاک (به انگلیسی: Mahopac) یک منطقهٔ مسکونی در ایالات متحده آمریکا است که در شهرستان پوتنام، نیویورک واقع شده‌است. ماهوپاک ۱۶٫۷ کیلومتر مربع مساحت و ۸٬۳۶۹ نفر جمعیت دارد و ۲۰۳ متر بالاتر از سطح دریا واقع شده‌است.